# سانتیاگو ناوارو
سانتیاگو ناوارو (اسپانیایی: Santiago Navarro‎; ۱۷ اکتبر ۱۹۳۶ – ۸ اکتبر ۱۹۹۳) بازیکن بسکتبال اهل اسپانیا بود.
از باشگاه‌هایی که در آن بازی کرده‌است می‌توان به باشگاه بسکتبال بارسلونا اشاره کرد.